# Semanário Económico
Semanário Económico foi um informativo semanal sobre factos e tendências dos negócios em Portugal. Com sede em Lisboa e delegação no Porto, tem uma tiragem de 19.000 exemplares.
Fundado em 16 de Janeiro de 1987 pela Empresa Proinfec - Produtora de Informação Económica, lda, a mesma que em 1989 editou também o Diário Económico, pertence atualmente ao grupo Recoletos, controlado pelo grupo italiano RCS Mediagroup, também dono do Corriere della Sera.